# Tramvajová doprava v Essenu
Tramvajová doprava v německém městě Essen tvoří s městskou dráhou a autobusy základ městské hromadné dopravy. První tramvaje vyjely do ulic města v roce 1893 a až do poloviny 20. století byla jejich síť neustále rozšiřována. V roce 2023 je v provozu sedm linek, z nichž některé zajíždějí do sousedních měst Gelsenkirchen a Mülheim an der Ruhr. Provozovatelem tramvají je městský dopravní podnik Ruhrhahn. Celá síť je integrována do tarifu místního dopravního systému Verkehrsverbund Rhein-Ruhr (VRR).

## Historie

### Počátek provozu
Veřejná doprava začala v Essenu fungovat již ve druhé polovině 19. století, kdy do ulic vyjely první omnibusy, které spojovaly město se sousedními obcemi. Kvůli rostoucímu zájmu cestujících se brzy objevily plány na výstavbu prvních tratí pro koněspřežné, parní či dokonce elektrické tramvaje, které městu nabízela firma Siemens. Essen se rozhodl pro parní tramvaj a koncesi na její výstavbu svěřil konsorciu tvořenému společností Bank für Handel und Industrie a stavitelem Herrmannem Bachsteinem. První tramvaje vyjely 23. srpna 1893 na tratích od hlavního nádraží do čtvrtí Altenessen a Borbeck. 25. ledna 1894 dojely tramvaje k černouhelnému dolu Nordstern a o tři měsíce později i do čtvrti Rüttenscheid. V této době měřila tramvajová síť v Essenu 18,3 kilometru. V roce 1899 jezdilo v Essenu okolí devět tramvajových linek, které provozovala nově vzniklá společnost Süddeutsche Eisenbahn-Gesellschaft AG (SEG).

### První polovina 20. století
Mezi lety 1912 a 1932 bylo vybudováno 31 nových úseků a mnohé starší byly zdvoukolejněny. Součástí nových úseků byly také tratě do sousedních měst Gelsenkirchen a Mülheim an der Ruhr. V roce 1923 vypukla Rúrská krize, která na dva roky téměř úplně přerušila čilý stavební ruch. Výjimkou byla pouze trať mezi Essenem a Oberhausenem, která byla otevřena na konci roku 1924. V roce 1925 byly zavedeny první autobusové linky, které sloužily jako doplněk essenských tramvají. Na začátku 30. let provozovala SEG v Essenu a okolí celkem 18 linek.

### Druhá světová válka
V prvních měsících druhé světové války byla veřejná doprava zcela zastavena. Provoz byl obnoven na začátku roku 1940, kdy vstoupil v platnost válečný jízdní řád, podle kterého jezdilo všech 26 tramvajových linek. Během spojeneckého bombardování Porúří pomáhaly tramvaje s odklízením sutin, zatímco běžný provoz zajišťovala náhradní autobusová doprava. K úplnému zastavení provozu došlo 8. dubna 1945. Druhá světová válka připravila společnost SEG o 92 % vozidel, 90 % trolejového vedení, 81 % kolejiště i o polovinu provozních budov. Britská okupační správa obnovila provoz 25. dubna 1945, do konce roku se pak podařilo zprovoznit 15 linek. Rekonstrukce tramvajové sítě byla dokončena koncem roku 1950, kdy opět fungovalo 20 linek.

### Postupný útlum provozu
Poté, co se společnost SEG rozhodla neusilovat v letech 1952 až 1954 o prodloužení koncesí na své provozy ve spolkových zemích Bádensko-Württembersko, Hesensko a Porýní-Falc, změnila svůj název na Essener Verkehrs-AG (EVAG). Během výstavby dálnice A40 vznikla mezi městem Mülheim an der Ruhr, centem Essenu a čtvrtí Kray první essenská tramvajová rychlodráha. V roce 1955 začal postupný útlum provozu tramvají, který nejprve postihl tratě mimo centrum města. Do konce roku 1970 byly uzavřeny další meziměstské a příměstské tratě, které prohrály souboj s rostoucí automobilovou dopravou. Na konci 60. let fungovala v Essenu tramvajová síť o délce 87,66 kilometru, na které jezdilo 24 linek. Téměř 19 procent tratí mělo rychlodrážní charakter.

### Výstavba městské dráhy
Město Essen se v 60. letech 20. století začalo podílet na velkém dopravením projektu spolkové země Severní Porýní-Vestfálsko s názvem Stadtbahn Rhein-Ruhr, který měl za cíl nahradit různorodé tramvajové systémy v Porýní a Porúří společným rychlodrážním systémem s vyšší přepravní kapacitou i rychlostí. Původní plány pro Essen počítaly s výstavbou 30 kilometrů tunelů, přestavbou vybraných tramvajových tratí na normální rozchod (1 435 mm) a úplný konec klasických tramvají. Podpovrchová stanice Saalbau (nyní Philharmonie) se v roce 1967 stala první zprovozněnou stavbou tohoto systému. Výstavba dalších podpovrchových tratí odstartovala v 70. letech 20. století.
V důsledku finančních potíží však byly plány opakovaně redukovány. Některé tramvajové linky byly nahrazeny pouze autobusovou dopravou, neboť na výstavbu nových rychlodrážních tratí nezbyly peníze. Část infrastruktury, která byla původně budována pro městskou dráhu, jako například dva ze tří tunelů pod centrem města, byla přizpůsobena klasickým tramvajím. Podpovrchový úsek Hauptbahnhof – Martinstraße je kvůli nutnosti smíšeného provozu nízkopodlažních tramvají i vysokopodlažních vozidel městské dráhy vybaven kolejovou splítkou a zároveň také kombinovanými nástupišti, které umožňují bezbariérový nástup do obou druhů vozidel.

## Linkové vedení
| Linka | Trasa | Poznámka                       |
| ----- | --- | ------------------------------ |
| 101   | Borbeck Germaniaplatz – Bergeborbeck Bf – Helenenstraße – Rathaus Essen – Essen Hbf – Rüttenscheid – Holsterhausen – Helenenstraße                | V opačném směru jako linka 106 |
| 103   | Dellwig Wertstraße – Borbeck – Altendorf – Rathaus Essen – Essen Hbf / Hollestraße (– Huttrop – Steele)                                           |                                |
| 104   | Mülheim Kaiserplatz – Winkhausen – Stadtmitte – Grenze Borbeck – Essen Schönebeck Abzweig Aktienstraße                                            |                                |
| 105   | Frintrop Unterstraße – Altendorf – Essen Hbf – Bergerhausen – Rellinghausen Finefraustraße                                                        | Naturlinie 105                 |
| 106   | Helenenstraße – Holsterhausen – Rüttenscheid – Essen Hbf – Rathaus Essen – Helenenstraße – Bergeborbeck Bf – Borbeck Germaniaplatz                | V opačném směru jako linka 101 |
| 107   | Gelsenkirchen Hbf – Feldmark – Katernberg – Abzweig Katernberg – Zollverein – Stoppenberg – Rathaus Essen – Essen Hbf (– Rüttenscheid – Bredeney) | Kulturlinie 107                |
| 108   | Bredeney – Rüttenscheid – Essen Hbf – Rathaus Essen – Altenessen Bf                                                                               |                                |
| 109   | Frohnhausen Breilsort – Berthold-Beitz-Boulevard – Rathaus Essen – Huttrop – Steele                                                               |                                |

## Vozový park
Nejstarším typem vozového parku essenských tramvají jsou vozy Düwag M8C, které jsou známé také pod označením Stadtbahnwagen Typ M. Část těchto vozů, které byly vyráběny v letech 1980 až 1990, byla v průběhu provozu vybavena skládacími schody pro provoz na úsecích s vysokými nástupišti (Hauptbahnhof – Martinstraße).
V letech 1999 až 2023 byly dodávány nízkopodlažní tramvaje Flexity M8D-NF, M8D-NF2 a M8D-NF4, které umožnily výrazně rozšířit nabídku bezbariérových spojů a zároveň zahájit vyřazovaní starších vozů M8C. Od 7. srpna 2023, kdy byla dokončena úprava nástupišť ve stanicích Philharmonie, Rüttenscheider Stern a Martinstraße, jsou nízkopodlažní tramvaje nasazovány i na trasu do Bredeney (linky 107 a 108). 

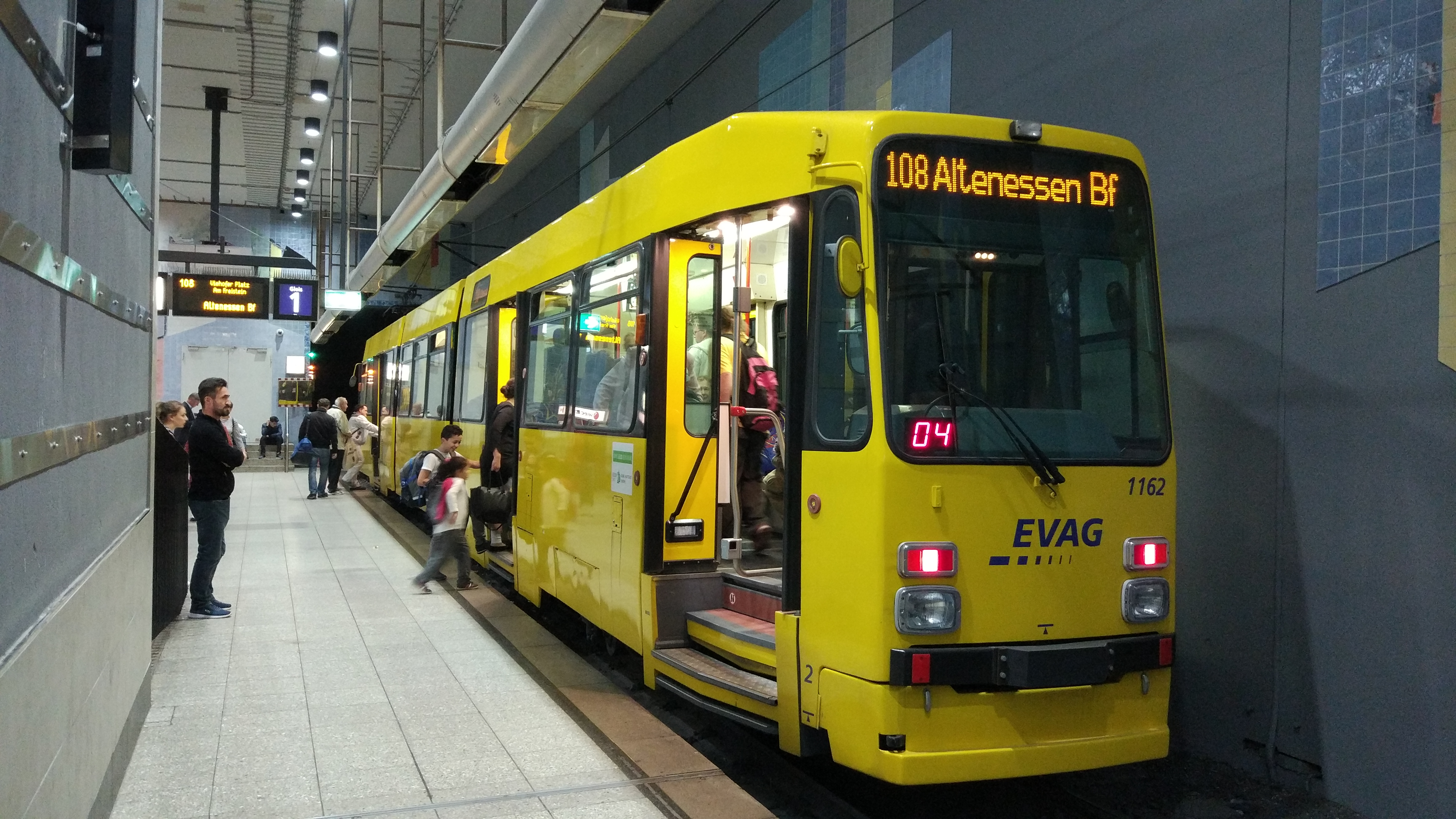
Düwag M8C ve stanici Rathaus Essen
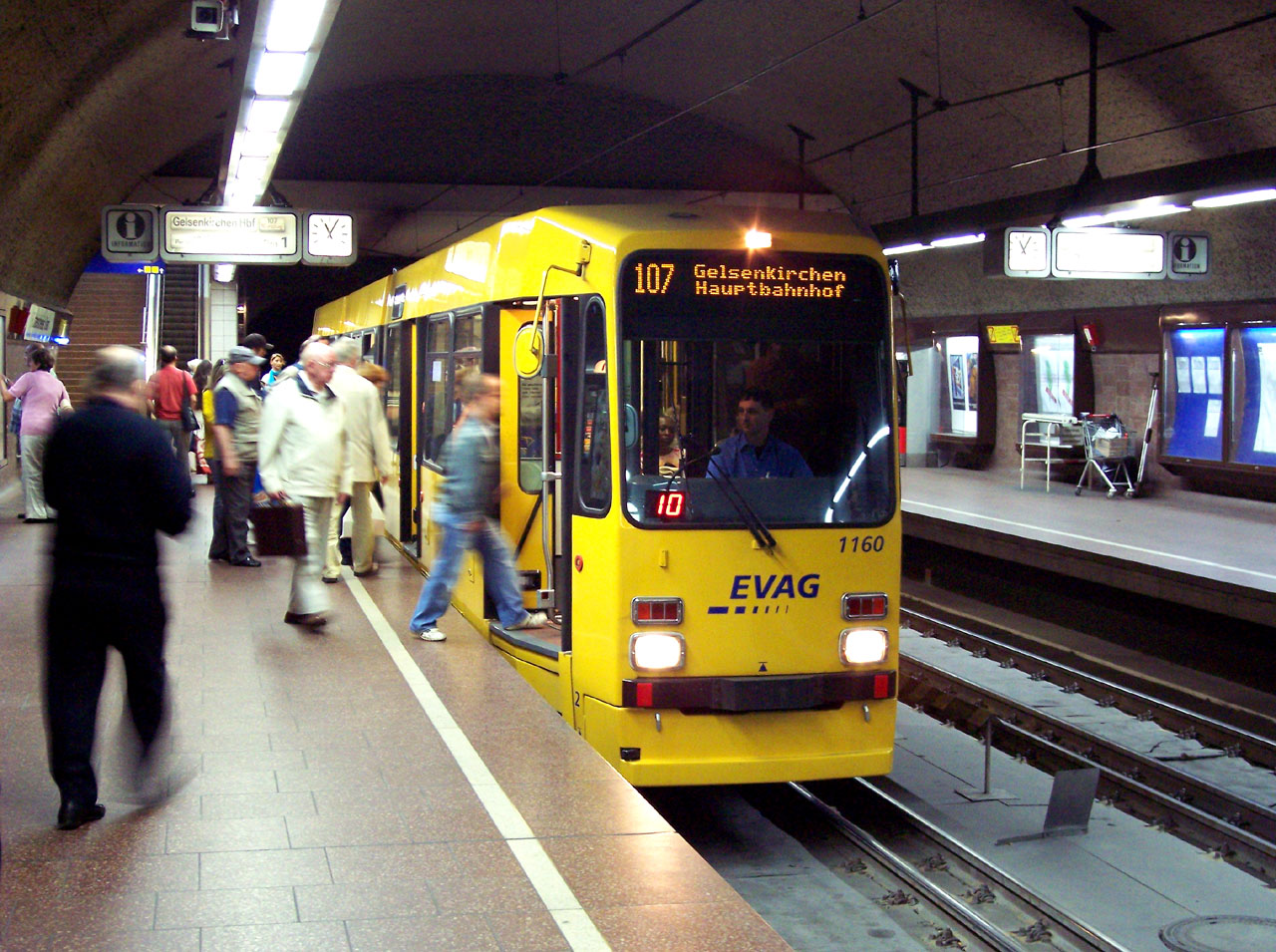
Düwag M8C u vysokého nástupiště (stanice Rüttenscheider Stern)
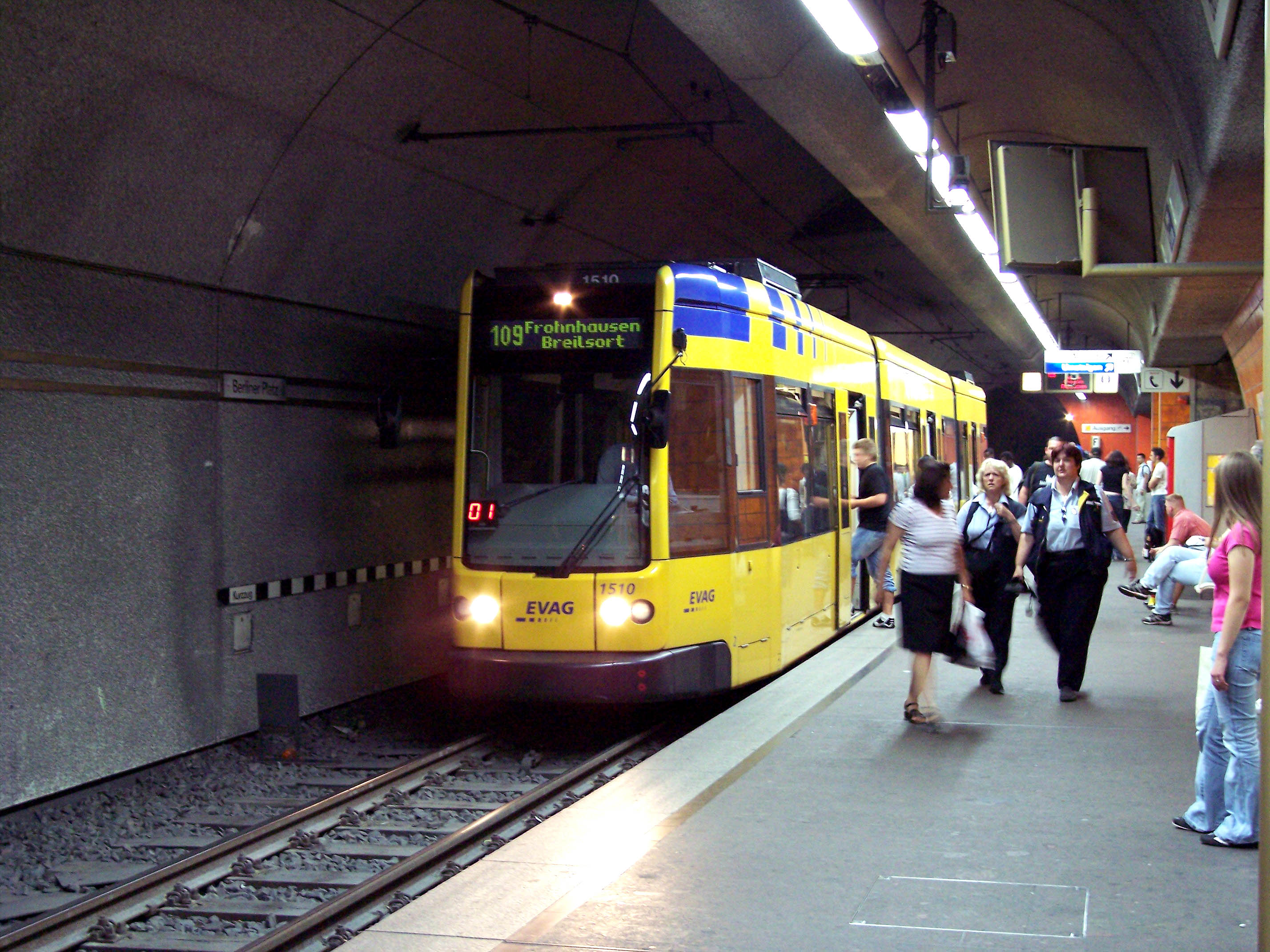
Adtranz/Bombardier Flexity M8D-NF
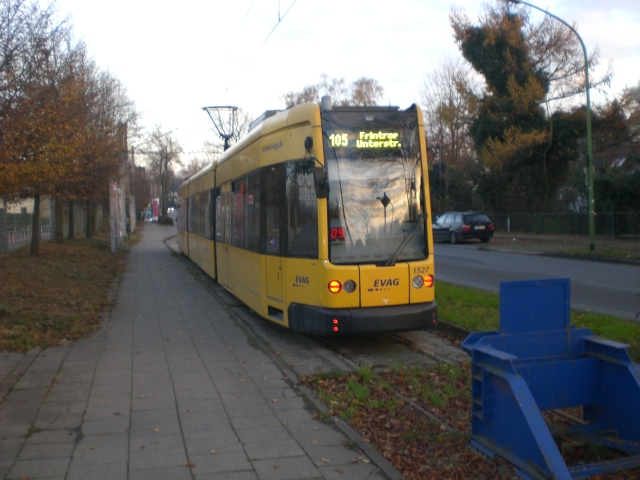
M8D-NF na konečné Frintrop Unterstraße
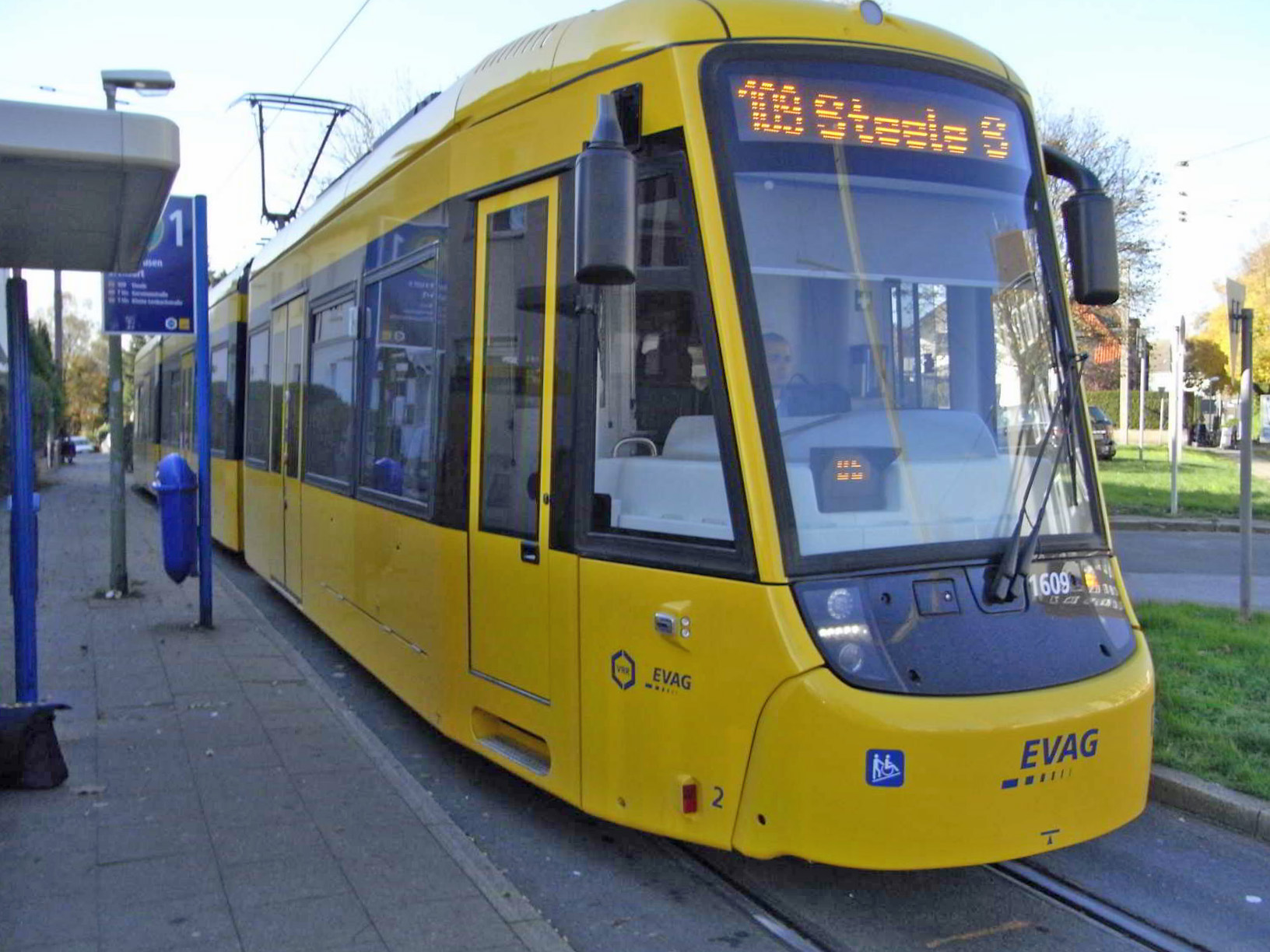
Bombardier Flexity M8D-NF2 na konečné Frohnhausen Breilsort
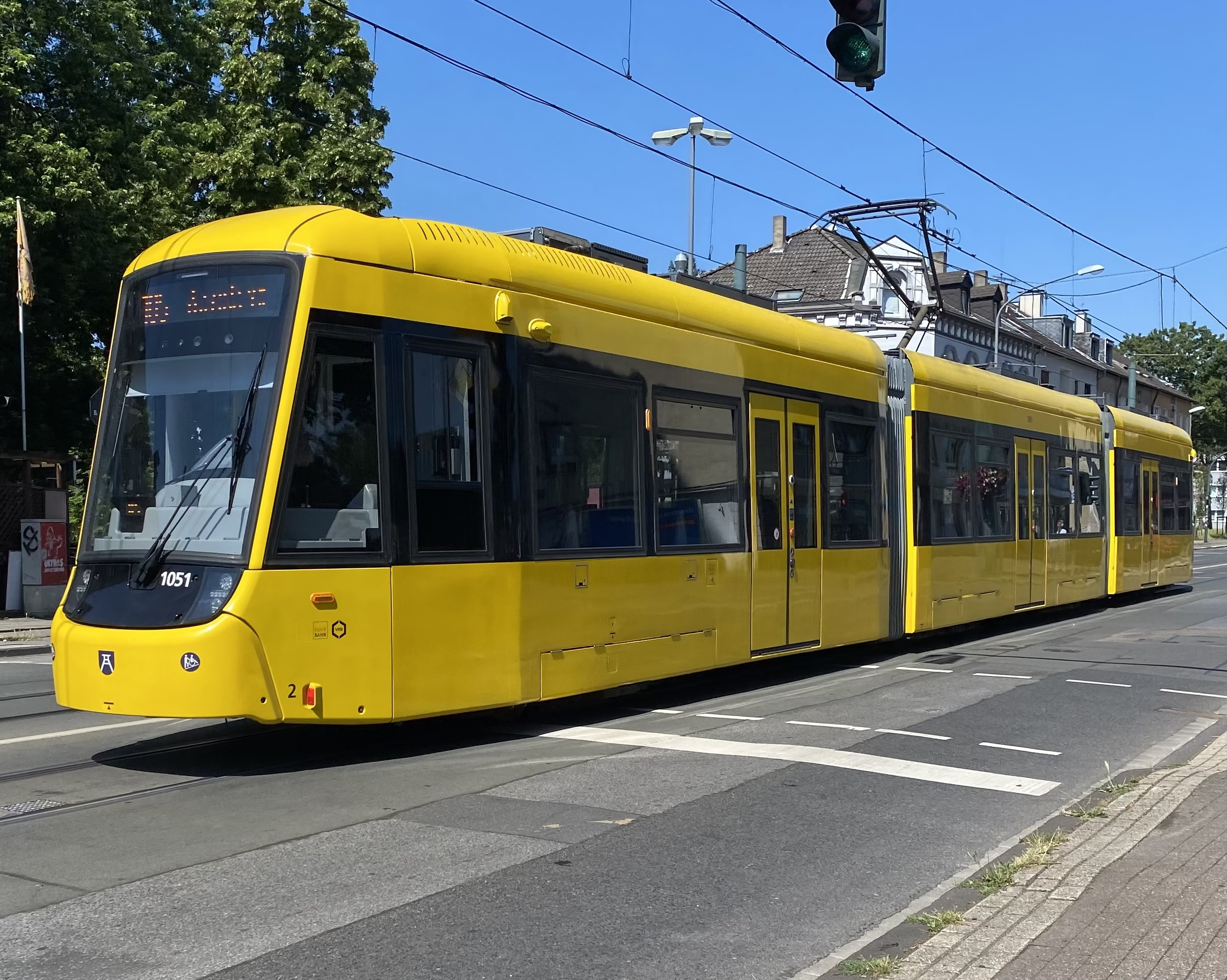
Alstom Flexity M8D-NF4 u zastávky Am Kreyenkrop

## Budoucnost

### Citybahn
Město Essen plánuje výstavbu nové tramvajové tratě, která výrazně uleví přetíženým podpovrchovým úsekům v centru. Začínat bude u zastávky Hollestraße, odkud povede západním směrem podél hlavního nádraží k Frohnhauser Straße, kde se napojí na již existující trať. Severní část Citybahn propojí trať na ulici Altendorfer Straße s Krupp-Park a nově vznikající čtvrtí Essen 51. U zastávky Bergmühle se opět napojí na stávající trať.

### Prodloužení linky 105 do Oberhausenu
Linka 105, která nyní končí na zastávce Unterstraße ve čtvrti Frintrop, bude do roku 2030 prodloužena k velkému nákupnímu centru Centro v Oberhausenu, odkud bude pokračovat k až tamnímu hlavnímu nádraží. 